# Happy Science

Happy Science Logo

Happy Science (幸福の科学 Kōfuku-no-Kagaku) ist eine Neue Religiöse Bewegung, die ihren Ursprung in Japan hat.
1986 von Ryuho Okawa (1956–2023) gegründet, entwickelte sich die Bewegung rasch zu einer der größten neueren Religionsgemeinschaften Japans. Erklärtes Ziel von Happy Science ist es, eine globale Religion zu werden. Derzeit (2013) bestehen nach Angaben der Gemeinschaft Niederlassungen (sog. Shibu) auf allen Kontinenten in sechzig Ländern. Religionswissenschaftler schätzten die Mitgliederzahl in diesem Jahr auf zwischen 300.000 und 500.000. Happy Science verbreitet ufologische Verschwörungstheorien, etwa dass reptilienartige Außerirdische sich mit China verschworen hätten und hinter der COVID-19-Pandemie stecken würden.